# کیارامونتی
کیارامونتی (به ایتالیایی: Chiaramonti) یک کومونه در ایتالیا است که در استان ساساری واقع شده‌است.

## خصوصیات
کیارامونتی ۹۸٫۷ کیلومترمربع مساحت و ۱٬۸۴۹ نفر جمعیت دارد و ۴۰۰ متر بالاتر از سطح دریا واقع شده‌است.